# Slévárenská pec
Slévárenská pec je technické zařízení používané k tavení kovů a jejich slitin ve slévárenství a při odlévání kovů.
Pro hromadnou výrobu z litiny a ocelolitiny se téměř výhradně používají pece šachtové,
tzv. kuplovny. 
Pro menší objemy výroby se mohou použít i plamenné nistějové pece (pálací) případně malé konvertory. Ty bývají obvykle vytápěny tuhými, kapalnými nebo plynnými palivy. V menším měřítku se používají také elektrické pece ať už odporové, obloukové či indukční. 
Pro odlévání neželezných kovů a jejich slitin, kde zpravidla také jde o menší objem vsázky, se běžně používají kelímkové pece. Ty mohou být vytápěny plynem, kapalnými palivy nebo i elektricky. 